# 1662 en santé et médecine
| Années de la santé et de la médecine : 1659 - 1660 - 1661 - 1662 - 1663 - 1664 - 1665    |
| Décennies de la santé et de la médecine : 1630 - 1640 - 1650 - 1660 - 1670 - 1680 - 1690 |

Cet article présente les faits marquants de l'année 1662 en santé et médecine.

## Événements
Angleterre
- 10-13 mars : procès des sorcières de Bury St Edmunds[1].

France
- 7 janvier : guérison « miraculeuse », à Port-Royal, de la sœur Catherine de Sainte-Suzanne, fille de Philippe de Champaigne[2].
- 5 mars : « C'est pourquoi [les pauvres] meurent de faim ; oui, Messieurs, ils meurent de faim dans vos terres, dans vos châteaux, dans les villes, dans les campagnes, à la porte et aux environs de vos hôtels : nul ne court à leur aide. Hélas! ils ne vous demandent que le superflu, quelques miettes de votre table, quelques restes de votre grande chère. » — Œuvres oratoires de Bossuet, éd. Lebarq, 1922, t. IV, p. 210-212.
- 12 juin : L’hôpital de Dijon, nommé hôpital du Saint-Esprit lors de sa fondation en 1204, obtient le titre d’hôpital général par déclaration royale[3].
- 14 juin : Louis XIV ordonne la création d’un hôpital général dans toutes les grandes villes de France, destiné à enfermer les mendiants, gueux et autres indigents qui envahissent les villes à la suite des guerres et des disettes fréquentes dans la deuxième moitié du XVIIe siècle[3].
- 17 août : Blaise Pascal a des convulsions et reçoit l’extrême onction. Il meurt à une heure du matin peut-être d'une polykystose rénale autosomique dominante[4].

## Publications
- (la) Lorenzo Bellini, Exercitatio de structura et usu renum, Florence, 1662. Découverte des canaux collecteurs du rein (tubes de Bellini) et théorie physique de la formation de l'urine.
- (en) John Graunt, Natural and political observations upon the bills of mortality, Londres, 1662. Ouvrage fondateur de la démographie[5], à propos des données de mortalité liées à la peste[6].

## Naissance
- 10 décembre : Alessandro Knips Macoppe (it) (mort en 1744), médecin italien.

## Décès
- 14 ou 24 mars : Christian Lange (de) (né en 1619)[7], médecin allemand qui pensait que des maladies proviennent de vers et autres animalcules parasites[8].